# 드미트롭스크

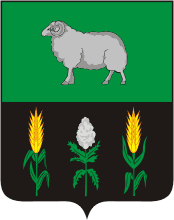
시 문장

드미트롭스크(러시아어: Дмитровск)는 러시아 오룔주 남서부에 위치한 도시로, 옵시체리차 강과 접하며 네루사 강이 합류하는 지점에 위치한다. 인구는 6,492명(2002년 기준)이며 오룔(오룔 주의 주도)에서 남서쪽으로 100km 정도 떨어진 곳에 위치한다.
1711년 드미트리옙카(Дми́триевка)라는 이름으로 건설되었으며 1782년 시로 승격되었다. 1929년 드미트롭스크오를롭스키(Дмитровск-Орловский)라는 이름으로 변경되었고 2005년 지금과 같은 이름으로 변경되었다.